# 이은선

안양대 이은선 박사

이은선(李殷善, 1958년 4월 10일 ~ )은 대한민국의 교수이며 목사이다. 현재 안양대학교에서 역사신학 교수로 있으며, 교목실장, 신학대학원 원장과 한국복음주의 역사신학회 회장을 역임하였고 한국개혁신학회 회장을 역임하였고 그리고 한국장로교신학회 회장이다. 요한 칼빈 탄생 500주년 기념사업회가 2015년 올해의 신학자로 선정하였다. 2019년 개혁교회 종교개혁500주년기념대회의 집행위원장을 하였다.

## 학력
- 서울대학교, 문학사(B.A.), 역사교육
- 서울대학교, 교육학석사(M.Ed.), 교육학
- 총신대학교, 목회학석사(M.Div.), 신학
- 총신대학교, 신학석사(Th..M.), 교회사
- 총신대학교, 신학박사(Ph.D.), 교회사

## 경력
- 2010년 한국복음주의 역사신학회 회장 역임
- 2010년 한국개혁신학회 협동총무 역임
- 2012년 안양대학교 신학대학원 원장
- 2016년-2020년 한국개혁신학회 부회장
- 2018년 개혁교회종교개혁500주년기념대회 집행위원장 역임
- 2020년 - 2022년 한국개혁신학회 회장
- 2024년 한국장로교신학회 회장

## 박사논문
- 칼빈의 신학적 정치윤리

## 저서
- 『칼빈의 신학적 정치윤리』 . 서울: 기독교문서선교회, 1997.
- 『신학을 배우려는 젊은이들에게』 . 서울: 노바출판사, 2008.
- 『성경이 내 안에』 . 서울: 노바출판사, 2008.
- 『교회가 내 안에』 . 서울: 노바출판사, 2008.
- 『기도가 내 안에』 . 서울: 노바출판사, 2008.
- 『초대 교부들 이야기』 . 경기: 지민, 2019.
- 『중세 신학자들 이야기』 . 경기: 지민, 2021.
- 『종교개혁자들 이야기』 . 경기: 지민, 2013.
- 『청교도 입문』 . 경기: 지민, 2013.

## 논문
- 종교 다원주의의 전개와 개혁주의의 대응, 한국개혁신학
- "소우물 ( Saumur ) 학파의 형성과 합리주의적 성향." 한국개혁신학 8.1 (2000): 345-362.
- "코스마스의『기독교 지형학』에 나타난 동서 문명 교류에 대한 이해." 韓國敎會史學會誌 54.- (2019): 313-353.
- "프란시스 튜레틴(Francis Turretin)의 예정론 연구." 한국개혁신학 46.- (2015): 33-59.
- "안셀름의 이해를 추구하는 신앙." 論文集 3.- (1998): 97-118.
- "강홍모와 전주 영생학원의 설립과 운영의 역사적 의의." 韓國敎會史學會誌 55.- (2020): 425-460.
- "한국기독교 등록문화재 현황과 등록 확대와 활용방안." ACTS 신학저널 55.- (2023): 45-83.
- "신앙고백서의 구원론 - 구원의 서정을 중심으로." 한국개혁신학 40.- (2013): 113-144.
- "칼빈의 하나님의 형상 이해 -신 인식과 인간 인식을 중심으로-." 한국개혁신학 33.- (2012): 67-123.
- "칼빈의 교부들, 스콜라주의자들, 그리고 동시대인들의 견해 비판을 통한 하나님의 형상론 정립." 한국개혁신학 32.- (2011): 191-223.
- "루터, 칼빈, 그리고 청교도의 소명사상." 논문집 12.- (1992): 395-419.
- "‘오직 은혜로(sola gratia)’의 종교개혁기의 의미와 오늘의 적용." 생명과 말씀 35.1 (2023): 41-76.
- "김치선의 총회신학교에서의 교육활동과 안양대학교 설립의 의의." 한국개혁신학 67.- (2020): 56-97.
- "칼빈의 교회론과 직제의 상호관련성." 신학지평 21.- (2008): 125-151.
- "루터의 오직 믿음과 성화의 관계." 신학지평 30.- (2017): 31-66.
- "츠빙글리와 정의." ACTS 신학저널 51.- (2022): 9-49.
- "김치선 목사의 『에스겔』 분석 - 파수꾼론을 중심으로 -." 신학지평 33.- (2021): 99-135.
- "주제 - 기독교 영성과 성화 : 어거스틴의 영성과 성화." 성경과신학 23.- (1998): 381-415.
- "루터와 뮌쩌의 신학에 나타난 하나님 나라 사상에 대한 논평." 한국개혁신학 5.1 (1999): 201-204.
- "츠빙글리의 은혜 언약의 통일성과 차이점 인식의 발전 과정 : 창세기 17장을 중심으로." 갱신과 부흥 31.- (2023): 89-122.
- "아퀼레이아 법령과 교회의 사명." 개혁주의 이론과 실천 24.- (2023): 59-93.
- "한국장로교회의 웨스트민스터 신앙고백서와 대소요리문답의 수용." 장로교회와 신학 13.- (2017): 111-140.
- "스위스 일치신조와 개혁파 스콜라주의." 韓國敎會史學會誌 9.- (2000): 141-163.
- "데오도레 베자의 예정론." 신학지평 8.- (1998): 132-161.
- "밀턴의 결혼, 이혼, 그리고 젠더." 韓國敎會史學會誌 38.- (2014): 89-122.
- "초기 한국교회의 성경 번역과 부흥." 신학지평 20.- (2007): 78-107.
- "해방 후 인천 내리교회의 우익과 좌익의 국가 수립 활동." 영산신학저널 0.50 (2019): 7-45.
- "해방 후 전주 스테이션과 장로교회들이 전주 발전에 미친 영향." 韓國敎會史學會誌 52.- (2019): 109-148.
- "안양대학교 신학대학원의 발전방향." 신학지평 24.- (2011): 61-91.
- "요한 낙스와 정치와 교회의 관계." 교회와 문화 35.- (2015): 109-138.
- "기독교 사립학교에 대한 정부의 공공정책." 韓國敎會史學會誌 29.- (2011): 291-325.
- "한국교회와 정치." 장로교회와 신학 5.- (2008): 213-247.
- "칼빈의 신학적 정치 윤리." 장로교회와 신학 1.- (2004): 147-166.
- "제11차 WCC 총회 주제 분석과 개혁주의 시각에서의 평가." 한국개혁신학 77.- (2023): 98-137.
- "피터 롬바르드의 신학방법론." 韓國敎會史學會誌 19.- (2006): 1-20.
- "한국 근현대사 검인정 교과서의 기독교 관련 서술 분석과 대책." 韓國敎會史學會誌 24.- (2009): 243-285.
- "칼빈의 제네바 아카데미 설립과 교양교육." 신학지평 5.- (1997): 61-82.
- "루터의 종교개혁과 오늘의 의미." 신학지평 29.- (2016): 5-39.
- "미군정과 대한민국의 건국시 기독교인들의 교육에 끼친 영향과 공헌." 성경과신학 64.- (2012): 219-255.
- "한국 신학자들의 헤르만 바빙크 신학 연구: 『개혁교의학』 1-2권을 중심으로." 영산신학저널 -.59 (2022): 47-79.
- "칼빈과 청교도의 경제 윤리." 한국개혁신학 6.1 (1999): 137-164.
- "김의환의 복음주의적 개혁주의 신학." 신학지평 32.- (2019): 5-42.
- "배은희 목사의 해방 이후 정치활동 연구." 韓國敎會史學會誌 50.- (2018): 319-362.
- "1970년대 한미 관계와 민족복음화 운동의 상관관계." 영산신학저널 0.47 (2019): 39-83.
- "종교개혁과 스콜라주의의 관계에 대한 연구 현황에 대한 서론." 신학지평 15.- (2002): 119-158.
- "칼빈과 칼빈주의 논쟁." 論文集 2.- (1997): 153-183.
- "칼빈의 정치사상 연구사." 논문집 14.- (1994): 197-230.
- "6·25전쟁과 미국 복음주의와 한국교회." 영산신학저널 0.44 (2018): 199-237.
- "녹스(John Knox) 와 스코틀랜드 종교개혁." 신학지평 31.- (2018): 55-92.
- "소코트라의 1-6세기 동서문명교류에서의 위치와 기독교 수용." 韓國敎會史學會誌 60.- (2021): 57-96.
- "바울의 새 관점(New Perspective on Paul)의 이신칭의에 대한 비판 - 톰 라이트(Tom Wright)와 존 칼빈(John Calvin)의 비교를 중심으로." 한국개혁신학 28.- (2010): 154-178.
- "남양지방의 복음전파와 근대교육과 애국계몽운동." 韓國敎會史學會誌 31.- (2012): 139-171.
- "루돌프 아그리콜라의 ≪변증론 발견론≫ 연구." 韓國敎會史學會誌 11.- (2002): 216-242.
- "한경직의 민족복음화 운동." 장신논단 44.2 (2012): 255-282.
- "이창회 목사의 애국계몽운동과 독립운동." 韓國敎會史學會誌 32.- (2012): 93-128.
- "박윤선 목사님의 개혁신앙의 재평가." 한국개혁신학 25.- (2009): 131-158.
- "종교 개혁기의 신학교육." 신학지평 6.- (1997): 105-138.
- "한국교회의 성찬과 축도." 조직신학연구 5.- (2004): 186-212.
- "케직 영성과 그 신학적 배경." 월례포럼 56.1 (2016): 11-29.
- "칼빈의 제네바 교회 개혁 활동 - 목회 활동의 관점에서 -." 신학지평 4.- (1996): 49-73.
- "은혜, 선택(election) 그리고 우연적인 선택(choice)." 신학지평 12.- (2000): 213-254. 알미니우스의 선수 공격(Gambit)과 개혁파의 반응.
- "구약학자로서의 김 치선 목사." 신학지평 27.- (2014): 89-120.
- "김치선목사의 신학교육과 대신교단의 개혁주의 신학 노선 확립의 상관성." 신학지평 34.- (2021): 5-32.
- "5-6세기 하부 누비아(Low Nubia) 지역에서 노바디아 왕국 등장과 기독교 수용." 韓國敎會史學會誌 58.- (2021): 169-212.
- "한국 장로교회와 ICCC." 신학지평 25.- (2012): 31-54.
- "칼뱅 사상에서 인문주의와 스콜라주의의 관계." 한국개혁신학 12.- (2002): 286-318.
- "연구논문 : 장키우스의 신학사상." 역사신학 논총 1.- (1999): 247-282.
- "Jaques Ellul의 신학 사상." 논문집 11.- (1991): 569-587.
- "칼빈의 예배 개혁과 교회의 21세기 예배의 갱신." 성경과신학 24.- (1998): 189-232.
- "칼빈의 율법관." 신학지평 2.- (1995): 89-113.
- "칼뱅의 경건과 학문." 신학지평 18.- (2005): 68-111.
- "멜랑히톤의 성경 해석학." 신학지평 17.- (2004): 81-109.
- "정부의 종교문화정책 현황과 기독교의 대응 ; 정부의 민족종교 및 민속문화정책 현황과 기독교계의 대응." 성결교회와 신학 24.- (2010): 122-152.
- "김치선 목사의 개혁파 부흥운동." 신학지평 23.1 (2010): 121-161.
- "김치선 목사의 회개론과 부흥론." 신학지평 19.- (2006): 100-133.
- "멜랑히톤의 수사학적 성경 해석학." 韓國敎會史學會誌 16.- (2005): 145-172.
- "멜랑히톤의 Loci Communes 초판의 주의주의 비판과 감정의 관계." 韓國敎會史學會誌 13.- (2003): 287-309.
- "「기독교 강요」2권 12-14장의 구조에 대한 새로운 이해." 역사신학 논총 8.- (2004): 176-201.
- "김치선 목사의 국가관." 신학지평 13.- (2000): 99-130.
- "대한독립촉성국민회와 기독교." 韓國敎會史學會誌 46.- (2017): 287-325.
- "교회 절기와 교육목회 교회력의 영성, 일상의 소중함." 교육교회 509.- (2021): 41-46.
- "츠빙글리의 언약사상의 발전에 대한 연구: 1523-1525년을 중심으로." 갱신과 부흥 30.- (2022): 87-124.
- "칼빈의 자연법 사상 연구." 논문집 13.- (1993): 213-237.
- "칼빈의 성령론." 한국개혁신학 2.1 (1997): 310-351.
- "기독교 문화재 보존의 가치성." 신학지평 28.- (2015): 81-109.
- "윌리엄 오캄의 신학에서 하나님의 절대적 능력과 규정된 능력." 韓國敎會史學會誌 15.- (2004): 177-199.
- "튜레틴의 「 변증 신학 강요 」 의 신학 방법론 - 신학 서론 ( Prolegomena )의 분석 -." 역사신학 논총 2.- (2000): 63-80.
- "스위스 일치신조(Formula Consensus Ecclesiarum Helveticarum)의 작성 배경과 신학적 의의." 장로교회와 신학 4.- (2007): 281-313.
- "토마스 아퀴나스의 삼위일체론의 방법론." 韓國敎會史學會誌 23.- (2008): 135-170.
- "한국교회사의 관점에서 본 한국 교회와 정치 참여." 한국개혁신학 13.- (2003): 76-97.
- "아프리카 악숨 왕조의 기독교 수용과 로마제국-인도양의 무역로의 역할." 역사신학 논총 36.- (2020): 10-47.
- "멜랑히톤의 Loci Communes 초판에서 권위의 문제." 한국개혁신학 14.- (2003): 271-295.
- "프란시스 튜레틴의 성경관." 신학지평 11.- (1999): 185-220.
- "제네바 아카데미와 개혁파 정통주의." 한국개혁신학 7.1 (2000): 317-350.
- "칼빈의 제네바 교회 개혁 활동." 한국개혁신학 1.1 (1997): 358-396. 목회 활동의 관점에서.
- "멜랑히톤의 Loci communes 초판에서 율법과 복음의 관계." 신학지평 16.- (2003): 119-146.
- ""한경직의 민족복음화론"." 한경직목사기념사업회 세미나 2012.4 (2012): 101-127.
- "M. Luther 의 theologia crucis 에 대한 이해." 한국개혁신학 8.1 (2000): 129-131.
- "하와이 최초의 독립운동 단체 신민회의 조직과 영향." 신학연구 50.2 (2013): 186-214.
- 이은선, "박윤선의개혁주의적종말론 박윤선목사의개혁신앙에대한재평가." 한국개혁신학 25.- (2009): 01-242.

## 공저
- 『칼빈의 목회와 윤리 사회참여』 요한칼빈 탄생 500주년 기념사업회 . 서울: SFC, 2013.
- 『오경과 모세: 김치선 박사의 신학과 삶』 . 서울: 개혁주의출판사, 2011.
- 『신학적 해석학, 상』
- 『한 권으로 읽는 튜레틴 신학』 . 경기: 크리스천르네상스, 2023.
- 『종교개혁자 츠빙글리의 삶과 개혁신학』 . 경기: 킹덤북스, 2022.
- 『한 권으로 읽는 츠빙글리의 신학』.  서울: 세움북스, 2018.
- 『한국사회의 형성과 기독교 학교』. 서울: 선인, 2020.
- 『해방 후 한국 기독교인의 정치활동』 . 서울: 선인, 2018.
- 『한국근대화와 기독교의 역할』 . 서울: 두란노아카데미, 2011.

## 번역서
- 리차드 멀러, 『16세기 맥락에서 본 진정한 칼뱅신학』 . 서울: 나눔과섬김, 2003.
- 리차드 멀러, 『종교 개혁 후 개혁주의 교의학』 . 서울: 이레서원, 2002).
- 『영국의 복음주의 1730∼1980』 . 서울: 한국신약학회, 2009.
- 『기독교 강요』 . 서울: 지식을만드는지식, 2010.
- 『속사도 교부들』 . 서울: 기독교문서선교회, 1997.
- 『미국 장로 교회 논쟁』.  서울: 아가페문화사, 1992.
- 『신학의 역사』 . 서울: 기독교문서선교회, 1996.
- 『개혁자들의 신학』. 서울; 요단출판사, 1994.
- 『멜란히톤과 부처』 기독교 고전총서 17 .서울: 두란노아카데미, 2011.

## 같이 보기
- 한국개혁신학회
- 한국복음주의신학회
- 한국의 신학자 목록
- 개혁신학자
- 한국기독교한림원